# Jimmy Dawkins
James Henry “Jimmy” Dawkins (24 de octubre de 1936-10 de abril de 2013) fue un guitarrista y cantante estadounidense de blues y blues eléctrico de Chicago.  Generalmente se considera que fue un practicante del "sonido West Side" del blues de Chicago. 

## Carrera
Dawkins nació en Tchula, Misisipi.  Se mudó a Chicago en 1955,  donde trabajó en una fábrica de cajas, comenzó a tocar en clubes de blues locales y se ganó una reputación como músico de sesión.
En 1969, gracias a los esfuerzos de su amigo Magic Sam, Delmark Records lanzó su primer álbum, Fast Fingers . Ganó el Gran Premio del Disque del Hot Club de Francia.   En 1971, Delmark lanzó su segundo álbum, All for Business, con el cantante Andrew Odom y el guitarrista Otis Rush. 
Realizó una gira a finales de la década de 1970, respaldado por James Solberg (de Luther Allison and The Nighthawks) en la guitarra y Jon Preizler (The Lamont Cranston Band, Luther Allison y Albert King), un organista Hammond B-3 con base en Seattle conocido por su estilo conmovedor influenciado por el jazz. Otros músicos que estuvieron de gira con Dawkins a finales de la década de 1970 fueron Jimi Schutte (batería), Sylvester Boines (bajo), Rich Kirch y Billy Flynn (guitarras). Dawkins realizó una gira por Europa con este grupo de músicos. También realizó giras por Japón y grabó más álbumes en Estados Unidos y Europa.  Contribuyó con una columna para la revista de blues Living Blues.
En la década de 1980 lanzó algunas grabaciones, pero fundó su propio sello discográfico, Leric Records, y estaba más interesado en promocionar a otros artistas,  incluidos Tail Dragger Jones, Queen Sylvia Embry, Little Johnny Christian,  y Nora Jean Bruso (de soltera Wallace).
Murió por causas no reveladas el 10 de abril de 2013, a la edad de 76 años. 

## Discografía

### Solo
- Fast Fingers (1969), Delmark Records
- All for Business (1971), Delmark Records
- Jimmy Dawkins (1971)
- Tribute to Orange (1971)
- Transatlantic 770 (1972)
- Blisterstring (1976), Delmark Records
- Come Back Baby (1976), Storyville Records
- Hot Wire '81 (1981), con Rich Kirch, Sylvester Boines y Jimi Schutte, grabado en Paris
- Jimmy and Hip: Live! (1982)
- Feel the Blues (1985)
- All Blues (1986)
- Chicago on My Mind: Living the Blues (1991), grabado en 1971, Vogue Records
- Kant Sheck Dees Bluze (1992), Earwig Music Company
- Blues and Pain (1994)[8]
- B Phur Real (1995)
- Me, My Guitar & the Blues (1997)
- Vol. 2: I Want to Know (1999), grabado en 1975, Storyville Records
- Born in Poverty (1999), grabado en 1972 & 1974, Black & Blue Records
- American Roots: Blues (2002), compilación 1994 - 1997
- West Side Guitar Hero (2002)
- Tell Me Baby (2004)

### Con otros artistas
- Blues Queen Sylvia & Jimmy Dawkins: Midnight Baby (1983)
- Jimmy Dawkins / Chicago Beau / Blue Ice Bragason: Blues from Iceland (1991)
- Sunnyland Slim & Big Voice Odom: Chicago Blues Festival 1974 with Jimmy Dawkins (2005)

### Como acompañante
Con Luther Allison
- Love Me Mama (Delmark, 1969)

Con Carey Bell
- Carey Bell's Blues Harp (Delmark, 1969)